# Ксавер Мерц
Ксавер Мерц (нім. Xaver März; 23 січня 1913, Вайльгайм-ін-Обербаєрн, Німецька імперія — 14 січня 1945, Обрембек, Польща) — німецький офіцер, обер-лейтенант вермахту. Кавалер Лицарського хреста Залізного хреста.

## Нагороди
- Залізний хрест 2-го і 1-го класу
- Лицарський хрест Залізного хреста (27 травня 1942) — як обер-фельдфебель і командир 6-го взводу 34 піхотного полку.